# 丁园
丁园（1991年12月2日—），中国女子篮球運動員，亦為中国国家女子篮球队成員。

## 簡歷
2010年11月，丁园代表中國出戰廣州亞運會，參加籃球比賽，奪得金牌。